# Структурні ізомери

Різноманітні види ізомерів

Структу́рні ізоме́ри — хімічні сполуки однакового складу, що різняться послідовністю сполучення атомів у молекулі, тобто хімічною будовою.
Для опису структури ациклічної органічної молекули, що може мати структурні ізомери, виділяють основний ланцюг (найдовша послідовність вуглецевих атомів), а решту атомів чи груп (в тому числі і чисто вуглеводневі радикали) описують як замісники, позначаючи атом, до якого приєднаний даний замісник (початок ланцюга обирається таким чином, щоб сума номерів була найменшою). Якщо до складу ланцюга входить гетероатом, то сполуку описують як два чи більше органічні радикали при цьому гетероатомі. Наприклад, якщо гетероатомом є оксиген, то сполука є етером, естером чи ангідридом карбонової кислоти. Якщо ж гетероатомом є нітроген, то сполука класифікується як амін (вторинний чи третинний) (наприклад, етилметиламін чи триетиламін).
Для гетероциклічних органічних сполук існує окрема номенклатура.

## Приклади
|          |           |           |
| н-пентан | ізопентан | неопентан |

|            |            |            |
| 1-пентанол | 2-пентанол | 3-пентанол |